# Parvanachis ostreicola
Parvanachis ostreicola är en snäckart som först beskrevs av G. B. Sowerby III 1882.  Parvanachis ostreicola ingår i släktet Parvanachis och familjen Columbellidae. Inga underarter finns listade i Catalogue of Life.